# El Keurt
El Keurt (în arabă الكورت) este o comună din provincia Mascara, Algeria.
Populația comunei este de 4.285 de locuitori (2008).